# 金佳映
金佳映（김가영，Kim Ga-Young，Ga-Young Kim，1983年1月13日—）生於首爾市，是韩国花式撞球職業選手，外號「小魔女」，2000年曾以18歲的最年少年紀參加安麗盃賽事。金佳映長期在台灣撞球界發展，是國內知名人氣球星，曾被Allison Fisher喻為「撞球界的希望」，最欣賞球員為台灣撞球選手趙豐邦。金佳映桿法多變、技術全面，獲得數十個國際賽冠軍，也繼Kelly Fisher之後，成為第二個在花式撞球完成大滿貫的女選手。2019年後，金佳映由花式撞球轉戰開侖撞球，2022年奪得LPBA女子世錦賽冠軍。
大滿貫冠軍紀錄:安麗盃(2006/2011)、中國公開賽(2015)、九號球世錦賽(2004/2006)、十號球世錦賽(2012)、全日本公開賽(2015)、美國公開賽 （2004/2009/2010/2016）

## 生涯
2001年，為了追求更好的球技，金佳映搬到台灣居住，並參與多項台灣職業撞球賽事。
2003年，金佳映首次征戰WPBA美國女子職業撞球巡迴賽，在US OPEN大賽中，金佳映一路擊敗眾家好手殺進冠軍決賽，可惜在決賽以6:7敗給愛爾蘭好手Karen Corr，獲得亞軍。
2004年，再次挑戰的US OPEN的金佳映一樣打進決賽，對手同樣是Karen Corr，此役金佳映以7:6復仇Corr，首奪美國公開賽冠軍。十二月，在奧地利舉行的世界女子花式撞球9號球錦標賽，金佳映氣勢如虹，一路殺進4強，並在4強賽力挫中國名將潘曉婷，冠軍賽又以11:9險勝撞球天后柳信美，以21歲之齡，奪得個人第一座世界冠軍獎盃。
2005年，金佳映首次闖進安麗盃世界女子花式撞球邀請賽冠軍賽，但以6:11敗給英國球后Allison Fisher。同年金佳映依舊勇闖美國賽場，收穫Tour Championship及冠中冠兩項大賽冠軍。
2006年3月，甫升格世錦賽的安麗盃，金佳映一展衛冕者氣勢連戰皆捷，決賽再次碰上柳信美，金佳映11:8獲勝，在世錦賽衛冕成功，同時也首嚐安麗盃冠軍滋味。年底的杜哈亞運中，金佳映在8號球金牌戰不敵女殺手林沅君，獲得銀牌。
2007年，金佳映於WPBA首戰賽事成功奪魁，收下個人第三座WPBA巡迴賽冠軍。4月在台灣舉行的安麗世界盃，身為奪冠大熱門的金佳映一路連勝闖進八強。但在八強賽以2:7大比分負於菲律賓名將Amit，問鼎世錦賽三連冠失利。
2008年，睽違兩年，金佳映再次力退眾家好手闖進安麗世界盃冠軍賽。但以7:11負於林沅君，收下世錦賽亞軍，無緣個人第三座9號球世界冠軍。
2009年，金佳映在安麗盃八強止步，其餘多項世界大賽成績平平。不過在WPBA巡迴賽中卻表現上佳，US OPEN決賽中擊敗Karen Corr再次奪冠；次月科羅拉多菁英賽中，金佳映維持絕佳的手感，冠軍戰以7:3擊敗英國快火Kelly Fisher，背靠背奪得WPBA巡迴賽冠軍。憑藉這兩座大賽的豐厚積分，金佳映首度登頂WPBA排名第一，亦成為年終第一。
2010年，3月金佳映在安麗盃世界花式撞球公開賽，一路擊敗林沅君、Karen Corr、Allison Fisher和陳思明，第4度打進決賽，卻以5:11大比分負於同胞選手車由蘭，再獲亞軍。年中的US OPEN，金佳映又一次的殺進決賽，第四度在冠軍戰遭遇Karen Corr，雙方激戰到搶尾局，金佳映衝球清台，以7:6險勝Corr，衛冕成功，第三度在美國公開賽封后。同年的其他世界大賽，金佳映亦有不俗的表現，她在世界9號球錦標賽獲得第5名、10號球世錦賽奪得亞軍，金佳映並獲得年終世界第一的頭銜。較令人遺憾的是，年底的廣州亞運，8號球金牌戰中，金佳映卻在搶尾局打丟了致勝的8號球，將金牌拱手讓給中國選手劉莎莎，只拿下銀牌。
2011年，3月的安麗盃金佳映首戰以1:7爆冷不敵資格賽晉級的魏子茜，但隨後連戰皆捷，以4勝1敗晉級複賽。24強賽以7:5打敗中國新秀周豆豆，16強賽再次遭遇魏子茜，金佳映以7:3淘汰對手。8強賽金佳映遭遇去年決賽對手車由蘭，在0:4落後下上演大逆轉，9:7淘汰車由蘭，隨後並在4強賽以9:4擊敗Allison Fisher又一次打進安麗盃冠軍戰，是7年內的第5次。金佳映這次不再將勝利拱手他人，以11:9擊敗中國選手陳思明，拿下個人第二座安麗盃冠軍。年中的WPBA US OPEN，金佳映一路跌跌撞撞殺進決賽，卻在冠軍賽不敵Allison Fisher，挑戰三連冠失利。金佳映在安麗盃奪冠後，其餘世界系列賽事表現普通。美國的比賽中，她衛冕冠中冠邀請賽冠軍及奪下WPBA Tour Championship冠軍。
2012年，金佳映在3月的安麗盃八強賽不敵奧地利獵豹Jasmin Ouschan，挑戰衛冕失敗。隨後金佳映參加韓國「與星共舞」節目，與其他來自不同的領域明星展開國標舞對決，期間金佳映放棄了US OPEN比賽，世界9號球錦標賽則止步32強。8月，結束與星共舞比賽的金佳映顯得神清氣爽，在菲律賓的十號球世錦賽，金佳映狀態神勇，八強賽起連勝Jasmin Ouschan、車由蘭及陳思明勇奪冠軍，相隔6年再摘下個人第3座世界冠軍獎盃，成就個人9、10號球雙料世界冠軍。同年金佳映亦獲得中巡賽CBSA密雲站冠軍、美國冠中冠挑戰賽完成三連霸。
2013年，金佳映拿下WPBA Master、Ulimate 10-Ball冠軍。3月安麗盃止步16強，8月在哥倫比亞的世界運動會決賽中，金佳映以8:9憾負周婕妤，拿下銀牌。
2014年，年初的WPBA Master站，金佳映在決賽險勝Kelly Fisher，衛冕成功。2月份的安麗盃金佳映在八強賽負於該屆冠軍周婕妤，第五名作收。同年金佳映在各項世界大賽表現上佳，拿下中國公開賽亞軍、世界女子9號球錦標賽第三名，以及CBSA洪澤公開賽冠軍，年終世界排名第二。
2015年，金佳映整年度狀態神勇！所有比賽成績皆在前十名。年初WPBA Master收下亞軍、安麗盃第9名，隨後她接連奪下了中國公開賽、日本大阪公開賽、冠中冠挑戰賽、CBSA連雲港站等4座大賽冠軍，讓金佳映再次登頂年終世界排名第一。金佳映在此年收下中國公開賽頭銜，生涯囊括世錦賽9、10號球冠軍、中國公開賽以及安麗盃冠軍，成為繼Kelly Fisher後，第二位大滿貫得主。
2016年，相比去年，金佳映狀況有所下滑，國際大賽表現不突出，中國公開賽、世錦賽獲第五名，安麗盃首次在24強即止步。但她仍第四度奪下WPBA US OPEN冠軍。
2017年，金佳映多了一個新的身分，她與另一位曾在台灣發展的韓國選手玄知原共同創辦撞球學院，培育韓國新世代選手。同年金佳映依然活躍在賽場上，獲得世運會銀牌、安麗盃第三名、CBSA年終總決賽第三名。
2018年，金佳映獲WPBA大滿貫賽冠軍，中式黑八世錦賽、中國公開賽也取得第三名，末代安麗盃金佳映則在16強止步。
2019年，金佳映除了兼任教練職外，將職涯由花式撞球轉往開侖賽場，參與多項LPBA開侖賽事。在LPBA年度第六站的比賽，金佳映一舉奪下冠軍，展現其在開侖賽場上亦具有高度競爭力。
2020年，金佳映參加PBA TEAM LEAGUE，並成為六支隊伍中，唯一一位女性隊長。在第一站的團體賽事中，金佳映表現上佳，為隊伍貢獻了7場勝利，獲頒第一站MVP。在LPBA個人賽中，金佳映取得2次亞軍。
2021年，金佳映在LPBA巡迴賽首戰拿下亞軍。年底的NH Nonghyup Card Championship站，金佳映表現上佳，豪取六連勝，奪下個人第二座LPBA巡迴賽冠軍。
2022年，金佳映在LPBA World Championship表現火爆，一路凱歌猛奏，以7連勝之姿強勢問鼎冠軍。這也是繼在花式撞球賽得到世界冠軍後，金佳映又取得開侖賽最高榮耀，世錦賽后冠，奠定其撞球皇后地位。金佳映在下半年展開的新賽季持續高水準演出，收下2座冠軍。
2023年，World Championship金佳映挑戰衛冕功虧一簣，僅獲亞軍。不過在常規巡迴賽再添1冠，累計6座冠軍。
2024年，金佳映驚人地連續四年打入World Championship決賽，並在冠軍賽中躲過對手金寶美冠軍點，實現大逆轉，喜獲第二座LPBA世界冠軍。而在下半年展開的新賽季，金佳映「開低走高」先是連續兩場巡迴賽首輪出局，陷入小低潮。但是隨即展現驚人大反撲，連續贏得6座巡迴賽冠軍，統治LPBA賽場。36連勝，六連冠的驚人表現，創下PBA/LPBA空前紀錄，生涯累計13座冠軍。

金佳映因為2006年在杜哈亞運中與中華隊鬧不愉快而被撞球協會封殺，故無法參加2006女子職業撞球大賽年度總冠軍賽。，於2007女子職業撞球大賽第二站前夕解凍。

## 比賽成績
- 1998年韓國夏季撞球大賽冠軍
- 1999年韓國釜山2002年亞運示範賽女子組第4名
- 1999年第32屆全日本職業公開賽女子組第5名
- 2001年安麗盃世界女子花式撞球邀請賽第4名
- 2001年第十屆亞洲花式撞球錦標賽女子季軍
- 2001年世界女子花式撞球錦標賽女子第9名
- 2002年世界女子花式撞球錦標賽女子第5名
- 2003年達芙妮盃亞洲女子9號球巡迴賽廣東站冠軍
- 2003年美國女子職業撞球巡迴賽冠軍
- 2003年美國公開賽亞軍
- 2004年美國公開賽冠軍
- 2004年世界女子花式撞球錦標賽冠軍
- 2005年安麗盃世界女子花式撞球邀請賽亞軍
- 2005年女子冠中冠冠軍獨拿兩萬五千美金
- 2006年安麗盃世界女子花式撞球錦標賽冠軍
- 2006年杜哈亞運女子8號球銀牌
- 2007年緯來職業撞球大賽第二站冠軍
- 2007年緯來職業撞球大賽年度總冠軍
- 2007年安麗盃世界女子花式撞球錦標賽第5名
- 2007年亞洲室內運動會女子9號球銀牌
- 2008年安麗盃世界女子花式撞球錦標賽亞軍
- 2008年Bca公開賽亞軍
- 2009年安麗盃世界女子花式撞球公開賽第5名
- 2009年美國公開賽冠軍
- 2009年香港東亞運動會女子9號球金牌
- 2010年安麗盃世界女子花式撞球公開賽亞軍
- 2010年 瀋陽世界女子花式撞球錦標賽  第5名
- 2010年亞林世界女子10號球撞球錦標賽亞軍
- 2010年第十六屆廣州亞運女子花式8號球銀牌
- 2010年美國公開賽冠軍
- 2010年美國女子冠中冠冠軍獨拿兩萬美金
- 2011年安麗盃世界女子花式撞球公開賽冠軍
- 2011年 wpba tour championship 冠軍
- 2011年美國公開賽亞軍
- 2011年美國女子冠中冠冠軍獨拿兩萬美金
- 2011年亞林世界女子10號球撞球錦標賽季軍
- 2011年美國年終錦標賽冠軍
- 2012年安麗益之源盃世界女子花式撞球公開賽第5名
- 2012年亞林世界女子10號球撞球錦標賽冠軍
- 2012年中國CBSA9球密雲國際公開賽冠軍
- 2012年美國女子冠中冠冠軍獨拿兩萬美金
- 2013年安麗益之源盃世界女子花式撞球公開賽第9名
- 2013年美國WPBA大師賽冠軍
- 2013年美國WPBA終極十號球錦標賽冠軍
- 2013年亞洲室內運動會女子9號球銅牌
- 2013年世界運動會女子九號球銀牌
- 2013年緯來職業撞球大賽年度總冠軍
- 2014年美國WPBA大師賽冠軍
- 2014年安麗益之源盃世界女子花式撞球公開賽第5名
- 2014年 世界9球中國公開賽女子組亞軍
- 2014年世界女子9號球錦標賽季軍
- 2014年CBSA美式8號球洪澤國際公開賽冠軍
- 2014年國際女子10號球錦標賽冠軍
- 2015年美國WPBA大師賽亞軍
- 2015年安麗益之源盃世界女子花式撞球錦標賽第9名
- 2015年世界9球中國公開賽女子組冠軍
- 2015年CBSA美式9號球國際公開賽連雲港站冠軍
- 2015美國女子冠中冠冠軍
- 2015年全日本花式撞球錦標賽女子組冠軍
- 2015年WPA年度世界排名第一
- 2016年美國公開賽冠軍
- 2016年安麗益之源盃世界女子花式撞球錦標賽第17名
- 2016中國公開賽第5名
- 2017年安麗益之源盃世界女子花式撞球錦標賽季軍
- 2017年世界運動會女子九號球銀牌
- 2017年中式黑八世錦賽第4名
- 2017年亞洲室內運動會女子9號球銅牌
- 2017年CBSA美式9號球廣州總決賽站季軍
- 2018年WPBA大滿貫賽冠軍
- 2018中國公開賽第3名
- 2018年中式黑八世錦賽季軍
- 2019年LPBA SK rent-a-car Championship冠軍
- 2020年LPBA NH Nonghyup Card Championship亞軍
- 2020年LPBA SK rent-a-car  World Championships亞軍
- 2021年LPBA BlueOne Resort Championship亞軍
- 2021年LPBA NH Nonghyup Card PBA Championship冠軍
- 2022年LPBA SK rent-a-car  World Championships冠軍

## 特殊事蹟
- 獲得安麗盃(2006/2011)、中國公開賽(2015)、九號球世錦賽(2004/2006)、十號球世錦賽(2012)、全日本公開賽(2015)冠軍
- 2000年韓國女子撞球排名第一
- 2008年主持衛視中文台《爆桿賓果王》節目[3]
- 2009年美國WPBA年度排名第一
- 2011年美國WPBA年度排名第一
- 2010年WPA年度世界排名第一
- 2011年WPA年度世界排名第五
- 2012年WPA年度世界排名第四
- 2013年WPA年度世界排名第十四
- 2014年WPA年度世界排名第二
- 2015年WPA年度世界排名第一
- 2016年WPA年度世界排名第五
- 三次世界錦標賽冠軍(2004、2006、2012)
- 四次WPBA美國公開賽冠軍(2004、2009、2010、2016)
- 五次冠中冠挑戰賽冠軍(2005、2010、2011、2012、2015)
- 五次臺灣職業撞球大賽年度總冠軍(2003、2004、2005、2007、2013)

## 年度總冠軍賽

### 2007女子職業撞球大賽
| 站別     | 冠軍        | 亞軍   | 季軍                            |
| 一       | 柳信美      | 賴慧珊 | 林沅君、濱西由希子（ 日本）     |
| 二       | 金佳映（ ） | 柳信美 | 周婕妤、Amit Rubilen（ 菲律賓） |
| 三       | 林沅君      | 林倍君 | 柳信美、賴慧珊                  |
| 總冠軍賽 | 金佳映（ ） | 蔡佩真 | 張舒涵、柳信美                  |

### 2008女子職業撞球大賽
| 站別     | 冠軍   | 亞軍        | 季軍                        |
| 一       | 蔡佩真 | 柳信美      | 范瑞芳、周婕妤              |
| 二       | 周婕妤 | 金佳映（ ） | 柳信美、濱西由希子（ 日本） |
| 三       | 譚湘玲 | 高淑品      | 林沅君、林苗儀              |
| 總冠軍賽 | 周婕妤 | 林沅君      | 蔡佩真、金佳映（ ）         |

### 2009女子職業撞球大賽
| 站別     | 冠軍   | 亞軍   | 季軍                |
| 一站     | 周婕妤 | 蔡佩真 | 金佳映（ ）、張舒涵 |
| 二站     | 林沅君 | 柳信美 | 周婕妤、張舒涵      |
| 三站     | 周婕妤 | 柳信美 | 蔡佩真、張舒涵      |
| 總冠軍賽 | 周婕妤 | 賴慧珊 | 張舒涵、林沅君      |

## 外部連結
- （英文） WPBA
- （中文） 2007緯來女子職業撞球總冠軍-Kim Ga Young （页面存档备份，存于）
- （日語） BLOG at Onthehill !: （页面存档备份，存于）
- （中文） 官方臉書Facebook （页面存档备份，存于）

| 前任： 艾利森·費雪 | 安麗盃世界女子花式撞球錦標賽冠軍 2006年 | 繼任： 潘曉婷 |

| 前任： 車游嵐 | 安麗盃世界女子花式撞球公開賽冠軍 2011年 | 繼任： 周婕妤 |